# Olga Paschtschenko
Olga Paschtschenko (russisch Ольга Пащенко; * 1986 in Moskau) ist eine russische klassische Pianistin, Fortepianistin, Cembalistin und Organistin.

## Leben und Wirken
Olga Paschtschenko begann im Alter von sechs Jahren mit dem Klavierspiel. Mit sieben trat sie in das Gnessin-Institut Moskau in Moskau ein und gab mit neun ihr erstes Klavierkonzert in New York.
Nach ihrem Abschluss am Gnessin-Institut mit Auszeichnung trat sie in das Moskauer Staatliche Tschaikowski-Konservatorium ein, wo sie bei Alexei Ljubimow (Klavier), Olga Martynowa (Cembalo und Hammerklavier) und Alexei Schmitow (Orgel) studierte und 2010 ihren Abschluss machte. 2011 begann sie ein Studium bei Richard Egarr am Conservatorium van Amsterdam sowohl am Hammerklavier als auch am Cembalo, das sie 2013 bzw. 2014 mit der höchsten Auszeichnung auf beiden Instrumenten (exzellent, cum laude) abschloss.
Sie spielte in Konzertsälen in Moskau und anderen Städten Russlands, in Belarus, Italien, den USA, Österreich, Belgien, Frankreich, Deutschland und den Niederlanden und hat mehrere große internationale Wettbewerbe gewonnen.
Sie trat bei einigen der renommiertesten Festivals und Veranstaltungsorte in ganz Europa auf, darunter dem Festival Oude Muziek Utrecht, dem Beethovenfest im Beethoven-Haus in Bonn, dem Kammermusikfestival russischer Musik in Luzern, den Leipziger Chopin-Tagen, dem Seiler-Festival in Würzburg, dem Festival Sankt Gallen Steiermark, dem Internationalen Klavierfestival Sankt Petersburg, der Konzertreihe der modernen Musik „Skazochnye stranstviya“ in Moskau, der Accademia del Ricercare in Turin, dem Soli Deo Gloria Festival in Braunschweig, der Mostra Fortepiano Bergamo u. a.
Ihr Spiel wurde von der Presse als „nicht nur technisch, sondern auch musikalisch von höchster Qualität“ und als „phantasievoll und eindringlich“ beschrieben sowie mit „Welch eine Individualität, welch ein pianistisches Vollblut!“ gelobt." Ihre Debüt-CD, Transitions, mit Musik von Dussek, Beethoven und Mendelssohn wurde 2013 vom belgischen Verlag Outhere auf dem Label Fuga Libera veröffentlicht, auf MusicWeb zur Aufnahme des Monats gewählt und von der französischen Zeitschrift Télérama mit einem ffff (höchste Auszeichnung) prämiiert. Ihre zweite CD, mit Sonaten und Variationen von Beethoven, wurde im Mai 2014 in Paris mitgeschnitten und im gleichen Jahr auf dem Label Alpha veröffentlicht.

## Auszeichnungen
- 2014 Zweiter Preis und Publikumspreis des Internationalen Johann-Sebastian-Bach-Wettbewerbs Leipzig[9]
- 2013 Erster Preis des Circulo-Bach-Wettbewerbs in Madrid[10]
- 2012 Erster Preis und Preis der Kritikerjury des Internationalen Fortepiano-Wettbewerbs Premio Ferrari in Rovereto[11]
- 2012 Zweiter Preis und Publikumspreis des Internationalen Wettbewerbs Musica Antiqua Bruges in Brügge auf dem Cembalo[12][13]
- 2012 Erster Preis und Sonderpreis der Chopin-Gesellschaft beim Internationalen Klavierwettbewerb Hans von Bülow in Meiningen[14]
- 2011 Preisträger des Ersten Internationalen Fortepiano-Plus-Wettbewerbs auf Schloss Kremsegg
- 2010 Zweiter Preis des Internationalen Wettbewerbs Musica Antiqua Bruges auf dem Hammerklavier[15]